# Головчук, Андрей Фёдорович
Андрей Федорович Головчук (13 декабря 1948 года, с. Томашовка, Уманский район, Черкасская область) — украинский учёный в области сельского хозяйства, профессор, доктор технических наук, ректор Уманского национального университета садоводства (2008—2012).

## Биография
В 1972 году окончил факультет механизации сельского хозяйства Днепропетровского с.-х. института. После службы в армии в 1977 году работал преподавателем в Кировоградском техникуме механизации.
В 1976 году окончил педагогический факультет Украинской с.-х. академии. С 1977 по 1980 год — аспирант, а с 1988 по 1991 год — докторант Киевского автомобильно-дорожного института. В 1981 году защитил кандидатскую, а в 1992 году — докторскую диссертацию.
С 1980 по 1998 год работал ассистентом, старшим преподавателем, доцентом, профессором, заведующим кафедрой и деканом факультета механизации Днепропетровского ДАУ.
С апреля 2004 по август 2008 года — заведующий кафедрой сельскохозяйственных машин, проректор по заочному обучению и последипломного образования ДГАУ.
С августа 1998 года — профессор кафедры механизации сельскохозяйственного производства Уманского НУС, впоследствии заведующий вновь созданной кафедры тракторов и автомобилей. С февраля 2000 по апрель 2004 года возглавлял вновь созданную кафедру «Энергетические средства, технологические процессы и оборудование».
С августа 2008 года — и. о. ректора Уманского НУС. 4 декабря 2008 года избран ректором университета.
Автор 230 научных трудов, в том числе 17 изобретений, пяти учебников, одного электронного учебника «Тракторы и автомобили», справочника, 2 терминологических словарей и других научно-практических материалов.
Профессор Головчук А. Ф. — научный руководитель опытно-конструкторских разработок и научных исследований. Под его руководством защищено пять кандидатских диссертационных работ.
Он также выполняет большой объём общественной работы. С 1993 по 1998 г. — председатель специализированного ученого совета ДГАУ, ныне член специализированных ученых советов Национального транспортного университета (г. Киев) и Таврического агротехнологического университета (г. Мелитополь).

## Награды и звания
В 1985-1986 годах награждён Серебряной и Бронзовой медалями ВДНХ, Почетной грамотой Министерства АПК Украины (1998), в 2008 году — трудовым отличием Минагрополитики Украины «Знак почета».
Доктор технических наук (1992 г.), профессор (1993 г.), член-корреспондент Украинской экологической академии наук (1993 г.), академик Международной академии технического образования (2001 г.), отличник образования Украины (2003 г.), заслуженный деятель науки и техники Украины (2004 г.), отличник технической службы Украины (2005 г.).
Спортсмен, мастер спорта, чемпион сельскохозяйственных вузов по греко-римской борьбе (1972 г.), неоднократно награждался медалями, дипломами и грамотами за спортивные достижения.
Участник Всеукраинского фестиваля художественного творчества «Софиевские зори». За значительный вклад в развитие любительского искусства, участие в фестивале «Софиевские зори» и высокое исполнительское мастерство награждён грамотами и дипломами.